# Formiga negra
La formiga negra (Lasius niger) és una espècie de formiga de la subfamília dels formicins (Formicinae), que es troba per tot Europa i en algunes parts de l'Amèrica del Nord i Àsia.

## Característiques
Les obreres són de color negre amb reflexos grisos i fan de 3 a 5 mm, i la reina pot mesurar fins a 11 mm (normalment, 9 mm). És monogínica, és a dir, que hi ha una reina per formiguer.
Les colònies de Lasius niger poden arribar a tenir 15.000 individus, però la mitjana està al voltant dels 4.000 - 7.000. La reina de Lasius niger pot viure uns 12 anys. Les reines enterren les altres reines cofundadores mortes.